# Marihuana
Marihuana ili gandža je halucinogena biljka vrste Cannabis sativa.
Razlikuju se tri srodne vrste kanabisa. Dvije glavne psihoaktivne vrste kanabisa Cannabis Sativa i Cannabis Indica koja je prvi put evidentirana od strane francuskog biologa Jean-Baptiste Lamarck-a te treća ne-psihoaktivna podvrsta, Cannabis Ruderalis, koju je prvi put evidentirao D.E. Janischevistky u Rusiji 1924. godine. Ruderalis se danas koristi u genetskom modificiranju sjemena - križanju s ostalim psihoaktivnim vrstama kako bi se postiglo kraće vremensko razdoblje dozrijevanja biljke, odnosno kako bi se dobilo autoflowering sjeme. 
Unutar ove vrste postoje tri podvrste:
1. Cannabis sativa subsp. indica (Lam.) E. Small & A. Cronquist ili indijska konoplja
2. Cannabis sativa subsp. sativa, sjetvena konoplja
3. Cannabis sativa var. ruderalis (Janisch.) S.Z. Liou, ruderalna konoplja

Marihuana sadrži primarnu psihoaktivnu djelatnu tvar THC (tetrahidrokanabinol) te razne druge kanabinoide. Kanabis se često konzumira radi svojih psihoaktivnih efekata koji uključuju relaksaciju, euforiju, pojačani apetit, te niz drugih adiktivnih pojava baš kao i niz nepoželjnih nuspojava kao što su suhoća usta, kratkotrajni ispadi kratkoroćnog pamćenja koji u dužem konzumiranju ostaju trajna pojava, konjunktivalnu injekciju, depresiju, osjećaj paranoje i anksioznost. Neistražene i nepotvrđene insinuacije su da kanabis kolelira s pojavom shizofrenije, koja ima jaču incidenciju u mladoj dobi. Dugo se mislilo kako marihuana koči intelektualni razvoj što je i povuklo najezdu neprovjerenih informacija.

### Akutno djelovanje
Dvije su najčešće pojave kod pušenja i ostalih vrsta konzumiranja kanabisa ili samog THC-a, blaga konjunktivalna hiperemija (crvenilo očiju) i blago ubrzan srčani ritam. Potrebno je razmotriti još dva akutna učinka, vezana uz konoplju. Prvi je high osjećaj, odnosno promijenjeno stanje svijesti. Prema opisu rekreativnih potrošača, ovo stanje traje dva do četiri sata nakon pušenja, a pet do dvanaest sati kada ga se jede. Najčešći oblik promjene stanja svijesti je mirno, blago euforično stanje u kojem se vrijeme uspori, a osjetljivost na slike, zvukove i dodir pojača. 

## Uporaba u medicinske svrhe
Medicinska marihuana koristi biljku marihuane za ublažavanje simptoma nekih bolesti. Praktički je isti proizvod kao i rekreacijska marihuana, ali se koristi u medicinske svrhe. Biljka marihuane sadrži više od 100 različitih kanabinoida koji utječu drugačije na tijelo. 
Tri su glavne grupe kanabinoida koji imaju medicinske učinke:
- Tetrahidrokanabinol (THC) je glavni psihoaktivni sastojak marihuane. Odgovoran je za psihoaktivne efekte i ublažava neka medicinska stanja. THC ulazi u pluća i krvotok. Potiče moždane stanice da otpuste dopamin. Uzrokuje promjene kod otpuštanja transmitera u leđnoj moždini. Ima analgetski učinak što znači da se koristi za ublažavanje boli. Povećava apetit i osjete mirisa ili sluha. Ima antiemetički učinak pa se smatra učinkovitim lijekom protiv mučnina ili povraćanja.
- Kanabidiol (CBD) je poznat po medicinskim učincima, ali ne djeluje psihoaktivno. Može djelovati zajedno s THC-om i poboljšati njegove učinke. Koristi se za kontroliranje epileptičnih napadaja, tretiranje nekih vrsta raka, multiple skleroze, AIDS-a i drugih bolesti.
- Kanabinol (CBN) nastaje kemijskom razgradnom tetrahidrokanabinola. U biljci koja nije čuvana na adekvatan način THC se razgrađuje u CBN.

## Kako medicinska marihuana djeluje?
Endokanabinoidni sustav ima važnu ulogu u regulaciji imunološkog sustava, upalnih procesa, krvnog tlaka, tjelesne temperature i drugih tjelesnih procesa.
Uloga sustava je održavanje homeostaze organizma. On omogućuje da se aktivne komponentne marihuane sintetiziraju u naše tijelo.
Kanabinoidni receptori su ključne komponente endokanabinoidnog sustava. Smješteni su u malom mozgu, moždanoj kori te bazalnim ganglijama. Njihova zadaća je prenositi informacije o promjeni stanja unutar stanice i pokreću statičan odgovor.
Istraživanja su pokazala da medicinska marihuana djeluje preko dva glavna tipa receptora:
- CB1 receptori kontroliraju pamćenje i kognitivne sposobnosti. Ovi receptori su odgovorni za psihoaktivne učinke marihuane
- CB2 receptori su smješteni u koštanoj srži, timusu i limfnim čvorovima. Važni su kod zaštite organizma od napada stranih mikroorganizama. Rasprostranjeni su po čitavom tijelu.

Kanabinoidi iz biljke marihuane su u interakciji s tijelom. Oni aktiviraju kanabinoidne receptore te mogu utjecati psihoaktivno i terapeutski. Kanabinoidni receptori sudjeluju u mnogim procesima u tijelu. Reguliraju: metabolizam, apetit, memoriju, koncentraciju, kretanje, bol i druge sposobnosti. Utječu na osjetila: okus, dodir, miris, sluh i vid. 

## Za što se koristi medicinska marihuana?
Medicinska marihuana se najčešće koristi za smirivanje mučnina i povraćanja te stimulaciju apetita izazvanih kemoterapijom. Poboljšava tek i utječe na povećanje tjelesne mase. Smanjuju mišićnu i neuropatsku bol.
Njezina upotreba pokazala se korisna pri tretiranju bolesti koje uzrokuju mišićne upale i grčeve. Pomaže kod tretiranja poremećaje raspoloženja jer smanjuje tjeskobu i doprinosi boljem raspoloženju.
Uporaba u medicinske svrhe mora biti pod strogim liječničkim nadzorom, kao i nad svakim drugim lijekom koji se daje na recept.

## Kanabinoidi
Biljka kanabisa ima 113 različitih kanabinoida, koji se po sličnosti mogu podijeliti u 10 grupa.

### CBC (Cannabichromene)
Kanabikromen je jedan od 113 do sada otkrivenih kanabinoida. Sam po sebi nema analgetski učinak, ali podržava djelovanje tetrahidrokanabinola na ublažavanje bolova i djeluje umirujuće.

### CBD (Cannabidiol)
Kanabidiol je fito-kanabinoid koji se nalazi u ženskoj konoplji, otkriven 1940. godine. Uz tetrahidrokanabinol, jedan je od 113 identificiranih kanabinoida u biljci kanabisa i čini do 40% biljnog ekstrakta.

### CBG (Cannabigerol)
Kanabigerol je nepsihoaktivni biljni kanabinoid koji se nalazi u nekoliko sojeva kanabisa. Baš kao i kanabidiol, pripada klasi fitokanabinoida. Veže se na kanabinoidni receptor CB₁ s milimolarnim afinitetom.

### CBN (Cannabinol)
Kanabinol je blago psihoaktivni kanabinoid koji se nalazi samo u tragovima u kanabisu i prvenstveno se nalazi u odležanoj konoplji. Farmakološki relevantne količine nastaju kao metabolit tetrahidrokanabinola.

### THC (Tetrahidrokanabinol)
Poznat i kao Delta-9-tetrahidrokanabinol (Δ9THC, Δ9-tetrahidrokanabinol) ili dronabinol (naziv za sintetički THC), glavna je psihoaktivna tvar pronađena u biljci Cannabis.

### THCV (Tetrahydrocannabivarin)
Tetrahidrokanabivarin je kanabinoid. Ima sličnu osnovnu strukturu kao tetrahidrokanabinol.

## Vanjske poveznice
- Ured Vlade RH za suzbijanje zlouporabe droga Marihuana / Kanabis